# Джилліан Карлтон
Джилліан Карлтон  (англ. Gillian Carleton, 3 грудня 1989) — канадська велогонщиця, олімпійська медалістка.

## Виступи на Олімпіадах
| Олімпіада   | Дисципліна                                 | Місце |
| ----------- | ------------------------------------------ | ----- |
| Лондон 2012 | Командна гонка переслідування, 3000 метрів | 3     |